# Orquesta Casino de la Playa
La orquesta Casino de la Playa fue fundada en 1937 en la ciudad de La Habana, Cuba. Recibió ese nombre por ser la orquesta de planta del casino del mismo nombre. Esta orquesta propició un puente entre la música popular cubana y el sonido de las big bands norteamericanas. También sirvió de plataforma para el surgimiento de grandes músicos. 

## Historia
A mediados de 1937, la discográfica RCA Victor realizó una serie de grabaciones en La Habana con más de 20 grupos de diferente formato. La orquesta Casino de la Playa grabó seis números, entre los que se encontraba la célebre canción Bruca Maniguá de Arsenio Rodríguez. Éste fue el primer eslabón de su proyección tanto en Cuba como en el extranjero. Entre 1937 y 1939, la orquesta grabó unas 60 canciones y realizó diversas giras por América. 
En 1941, Anselmo Sacasas, director de la orquesta, y el cantante Miguelito Valdés dejan la orquesta y deciden desarrollar sus propios proyectos en los Estados Unidos. Sacasa fue sustituido por Julio Gutiérrez y, en la orquesta, se trabaja con vocalistas invitados hasta que, en el año 1945, ocupa la plaza de cantante Orlando Guerra "Cascarita". Más adelante se incorporará al piano Dámaso Pérez Prado quien no duraría mucho en el grupo y emigraría a México donde daría un impulso fundamental al género del mambo.
En 1948, Cascarita abandona el grupo y la vida de la orquesta se prolonga hasta desaparecer a fines de los años cincuenta.

## Importancia
La orquesta Casino de la Playa se encuadra dentro de las formaciones musicales conocidas como jazz band criolla. Estas bandas, aunque interpretaban un repertorio basado en la música nacional de Cuba, lo hacían reproduciendo en cierta medida la sonoridad de las bandas americanas pero, a diferencia de éstas, contaban con cantantes que desempeñaban un papel de primer orden. 
Por esa orquesta desfilaron grandes músicos de la historia de la música popular cubana como Dámaso Pérez Prado, Miguelito Valdés, Orlando Guerra y Anselmo Sacasas, entre otros.

## Fuente
Ordoqui García, Joaquín (10 de febrero de 2003). «Casino de la Playa». Archivado desde el original el 30 de marzo de 2009. Consultado el 29 de abril de 2009.
- Datos: Q7104023